# دانيال هيليارد
دانيال هيليارد هو سياسي كندي، ولد في 1824 في بريسكوت ‏ في كندا، وتوفي في 23 يونيو 1888 في تورونتو في كندا. نشط حزبياً في الحزب الليبرالي في أونتاريو ‏. وقد انتخب عضو برلمان مقاطعة أونتاريو ‏.